# Gamereactor
Gamereactor è uno dei più importanti network internazionali europei dedicati ai videogiochi. È attivo con undici siti web in Italia, Germania, Spagna, Inghilterra, Portogallo, Danimarca, Norvegia, Svezia, Finlandia, Francia e Paesi Bassi. Pubblica cinque diverse edizioni di una rivista cartacea distribuita in forma free-press nei Paesi nordici e in Germania. Pubblica inoltre il primo mensile gratuito dedicato ai videogiochi per iPad in tutti i paesi ove attivo. Distribuisce inoltre un canale podcast su iTunes in lingua inglese.

## Storia
Gamereactor nasce in Danimarca nel 1998, fondato dai fratelli Morten e Claus Reichel, inizialmente sotto il nome di Gamez.dk. La società pubblicò il primo sito internet e una prima versione della rivista cartacea, entrambi in lingua danese.  Dal 1999 la pubblicazione cambiò nome in Gamereactor, e nel 2001 la società aprì due sedi in Norvegia e in Svezia. Nel 2007, con l'ingresso della Finlandia nel network, Gamereactor diventa il primo medium pan-nordico dedicato ai videogiochi. Dal 2009 al 2011 Gamereactor ha continuato la sua espansione in altri paesi europei, giungendo dapprima nel Regno Unito (2008), per poi giungere in Germania (2009), Italia (2010), Spagna (2011), Portogallo (2013), Francia (2015) e Paesi Bassi (2016).

## Sistema di votazione
Per le recensioni Gamereactor adotta un sistema di votazione da 1 a 10, dove 10 indica il punteggio più alto. Non applica voti decimali.

## Redazione
- Magnus Groth-Andersen - Danimarca
- Petter Hegevall - Svezia
- Tor Erik Dahl - Norvegia
- Arttu Rajala - Finlandia
- Mike Holmes - Regno Unito
- Christian Gaca - Germania
- Fabrizia Malgieri - Italia
- David Caballero - Spagna
- Ricardo C. Esteves - Portogallo
- Islem Sharouda - Francia
- David Kers - Paesi Bassi